# 25630 Sarkar
25630 Sarkar este un asteroid din centura principală de asteroizi.

## Descriere
25630 Sarkar este un asteroid din centura principală de asteroizi. A fost descoperit pe 4 ianuarie 2000 la Socorro, New Mexico, în cadrul proiectului LINEAR. Asteroidul prezintă o orbită caracterizată de o semiaxă mare de 2,78 ua, o excentricitate de 0,03 și o înclinație de 3,4° în raport cu ecliptica.